# Baruj Benacerraf
Baruj Benacerraf (Caracas, 29. listopada 1920. – 2. kolovoza 2011.) je američki imunolog koji je rođen u Venezueli. 
Godine 1980. podijelio je zajedno s Jean Dausset i George D. Snell, Nobelovu nagradu za fiziologiju ili medicinu za otkriće genetički određenih struktura na površini stanice koje reguliraju imunološku reakciju.
Baruj Benacerraf je pokazao da genetički faktori, koji su usko povezani s genima koji određuju osobnu jedinstvenu konstituciju H antigena (glavni kompleks gena tkivne podudarnosti, engl. major histocompatibility complex, MHC), reguliraju interakciju između različitih stanica imunološkog sustava i prema tome važni su za snagu imunološke reakcije. 

## Vanjske poveznice
- Nobelova nagrada - autobiografija  Arhivirana inačica izvorne stranice od 11. listopada 2009. (Wayback Machine) (engl.)